# Cyriacus I.
Cyriacus (griech.: Kyriakos; manchmal auch Cyrillianus genannt) († 230) war Bischof von Byzantion.
Der Beginn seiner Amtszeit wird meist auf das Jahr 217 (nach anderen Angaben: 214) datiert. Den Angaben der Bischofslisten zufolge amtierte er 14 Jahre unter den Kaisern Macrinus, Elagabal und Severus Alexander. Im Bischofsamt löste er Philadelphus ab; sein Nachfolger wurde Castinus.